# Пекпеев, Сергей Тимурович
Сергей Тимурович Пекпеев (4 сентября 1956, с. Ело, Онгудайский район, Горно-Алтайская автономная область, РСФСР  — 25 апреля 2012, Горно-Алтайск) — депутат Государственной думы Российской Федерации 3-5 созывов (2002—2011).

## Биография
В 1992 г. окончил экономический факультет Алтайского сельскохозяйственного института, в 1997 г. — Российскую академию госслужбы.
- 1983—1985 гг. — второй секретарь Онгудайского райкома ВЛКСМ,
- 1985—1991 гг. — председатель Еловского районного[уточнить] Совета,
- 1991—1992 гг. — директор многопрофильного предприятия «Аргымай»,
- 1992 г. — председатель правления «Алтайэнергобанка»,
- 1992 г. — избран депутатом Верховного Совета Республики Алтай[уточнить],
- 1993—1999 гг. — депутат Государственного Собрания Республики Алтай,
- 1999—2001 гг. — министр финансов Республики Алтай,
- 2002 г. — первый заместитель министра экономики Республики Алтай,
- 2002—2011 гг. — депутат Государственной Думы, член фракций «Отечество — Вся Россия» и «Единая Россия». Член Комитета ГД по делам Федерации и региональной политике,
- с марта 2012 г. — депутат Горно-Алтайского городского совета депутатов (избран по городскому списку партии «Единая Россия».

## Награды
- В 2005 г. Указом Президента Российской Федерации Сергей Тимурович Пекпеев награждён медалью ордена «За заслуги перед Отечеством» II степени за активное участие в законотворческой деятельности и многолетнюю плодотворную работу.

## Память
В феврале 2013 г. в Горно-Алтайске создан фонд памяти С. Т. Пекпеева под председательством его дочери Р. С. Пекпеевой. Планируется назвать одну из улиц Горно-Алтайска именем С. Т. Пекпеева.